# Maniho insulanus
Maniho insulanus là một loài nhện trong họ Amphinectidae. Loài này phân bố ở New Zealand.